# Odisha State Museum

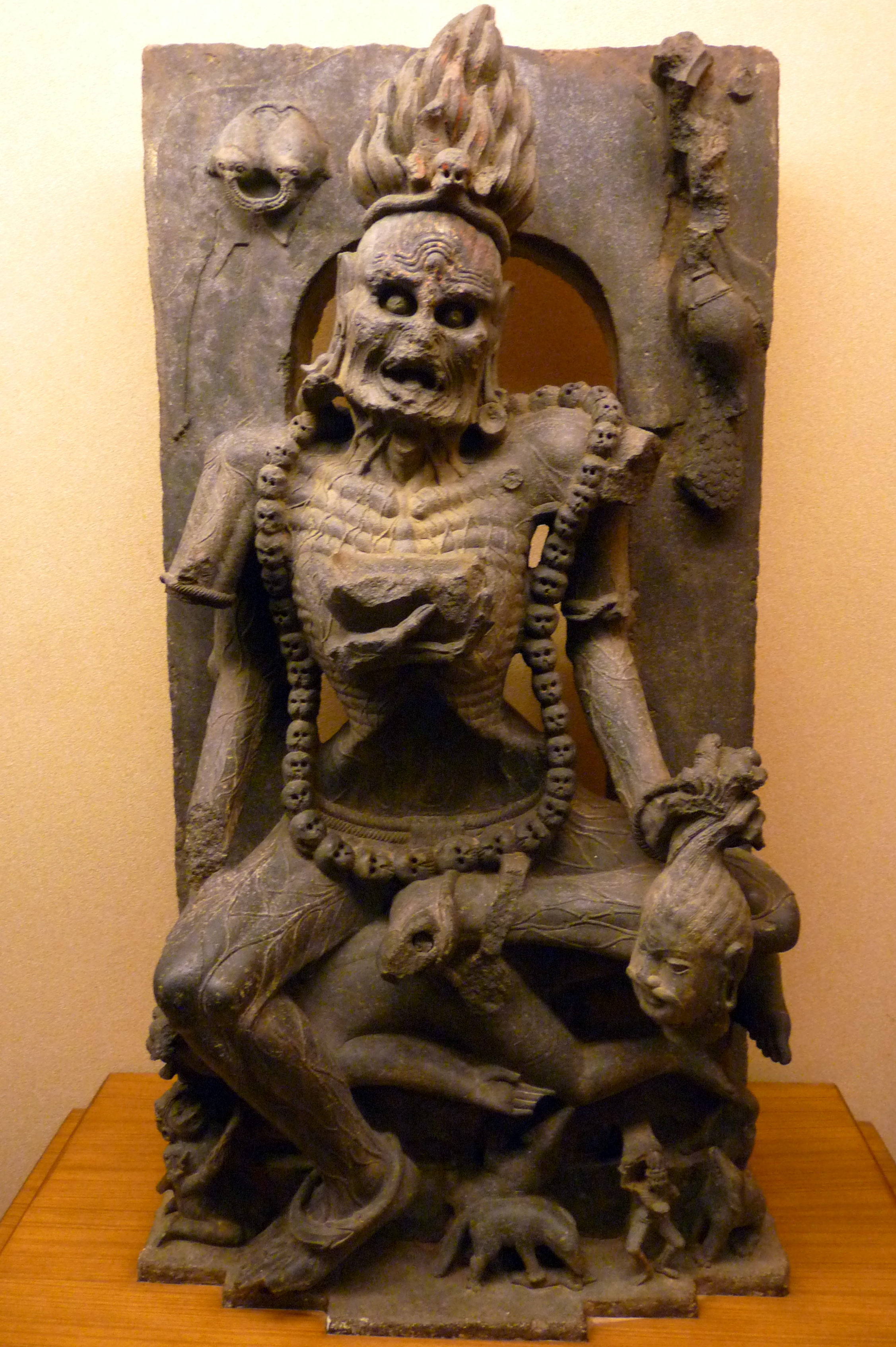
Die ausgemergelte, Furcht und Schrecken einflößende, beinahe vollplastisch gearbeitete Skulptur der Göttin Chamunda gehört zu den eindrucksvollsten Exponaten des Museums.

Das Odisha State Museum in der Stadt Bhubaneswar im indischen Bundesstaat Odisha (früher Orissa) gehört – nach dem Nationalmuseum Neu-Delhi, dem Indian Museum in Kolkata und dem Government Museum in Chennai – zu den bedeutendsten Museen des Indischen Subkontinents.

## Lage
Das Odisha State Museum befindet sich etwa anderthalb Kilometer südwestlich des Bahnhofs (Railway Station) von Bhubaneshwar bzw. etwa anderthalb Kilometer nördlich des Lingaraja-Tempels.

## Geschichte
Das Odisha State Museum geht zurück auf eine im Jahre 1932 begonnene Sammlung zweier Professoren des Ravenshaw-College von Cuttack; die Sammlung umfasste zunächst archäologische Funde aus der Region, später auch Relikte (Skulpturen, Münzen) aus ganz Indien. Im Jahr 1938 entstand daraus durch Beschluss der Regierung das Provincial Museum of Orissa, dessen Kollektionen im Lauf der Jahre immer umfangreicher wurden. Wenige Jahre nach der Unabhängigkeit Indiens (1947) wurde die Hauptstadt des Bundesstaates nach Bhubaneswar verlagert, wo – nach mehreren Zwischenstationen – im Jahre 1960 ein neuer Museumsbau eingeweiht wurde.

## Abteilungen

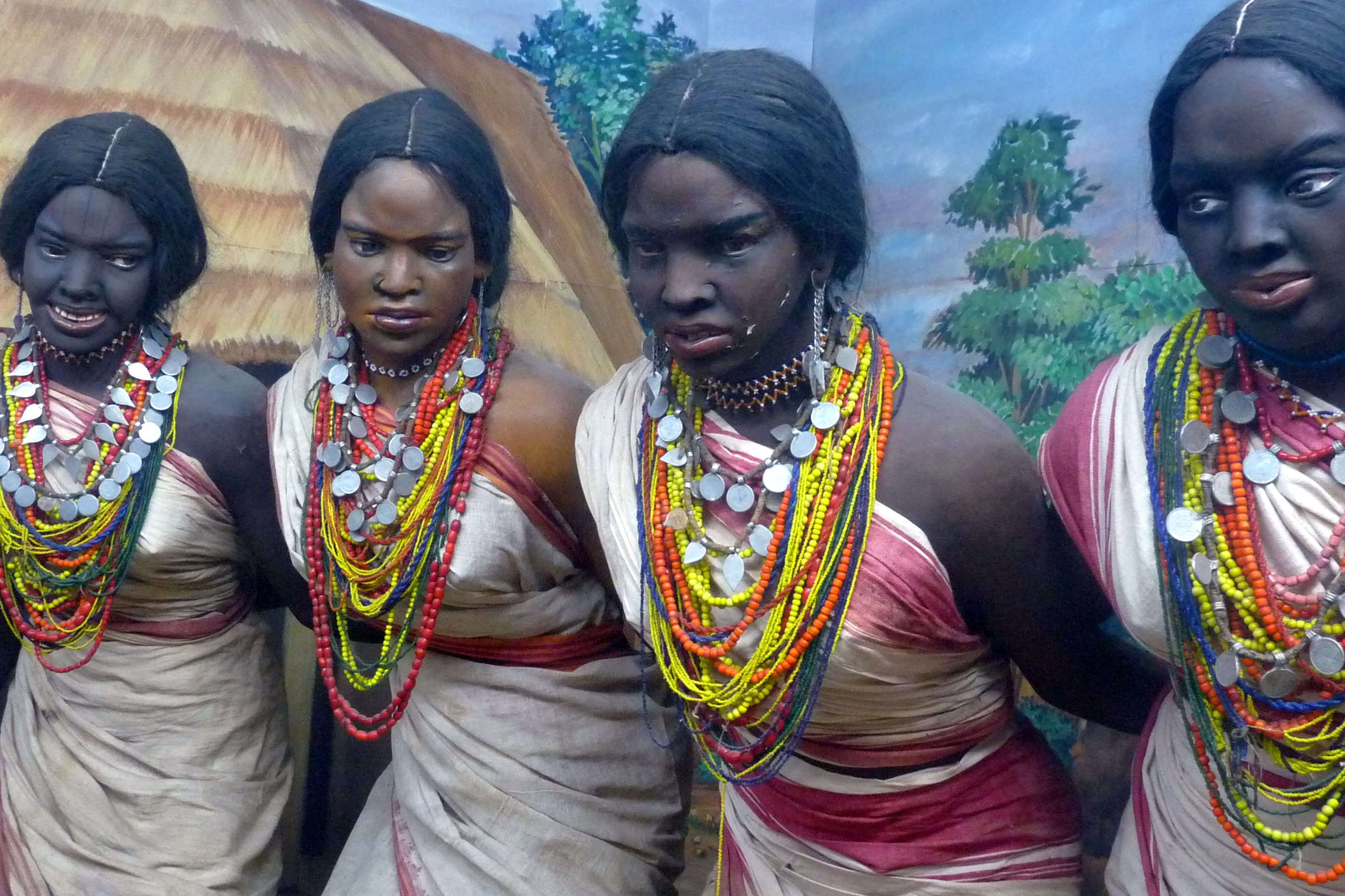
Vier tanzende Stammesfrauen aus Wachs mit einfachen Saris und ländlichem Halsschmuck

- Die Archaeology Gallery ist die größte Abteilung des Museums und umfasst buddhistische, hinduistische und jainistische Skulpturen aus allen Teilen Indiens, die teilweise auch vom Tantrismus beeinflusst sind.
- Die Abteilung Epigraphy and Numismatics beinhaltet Schrifttafeln und Münzen aus allen Perioden der indischen Geschichte.
- In der Abteilung Armory werden Waffen gezeigt; darüber hinaus finden sich Erläuterungen zur Metallverarbeitung sowie Wandbilder mit Schlachtenszenen.
- Die besonders bei Indern beliebte Abteilung National History befasst sich hauptsächlich mit der Naturgeschichte Indiens. Zu sehen sind Skelette sowie Präparate ausgestorbener und bedrohter Tiere.
- In der Abteilung Arts and Crafts werden kunsthandwerkliche Erzeugnisse (Bronzen, Musikinstrumente, Textilien etc.) präsentiert.
- Die Galerie Anthropology/Ethnology zeigt Exponate und Wachsfiguren-Szenerien aus den vielfältigen und traditionsreichen ländlichen Gebieten Nordostindiens.
- In einer weiteren Abteilung werden Palmblatt-Manuskripte gezeigt, die in ganz Indien eine lange Tradition haben.